# Alfred Ahner

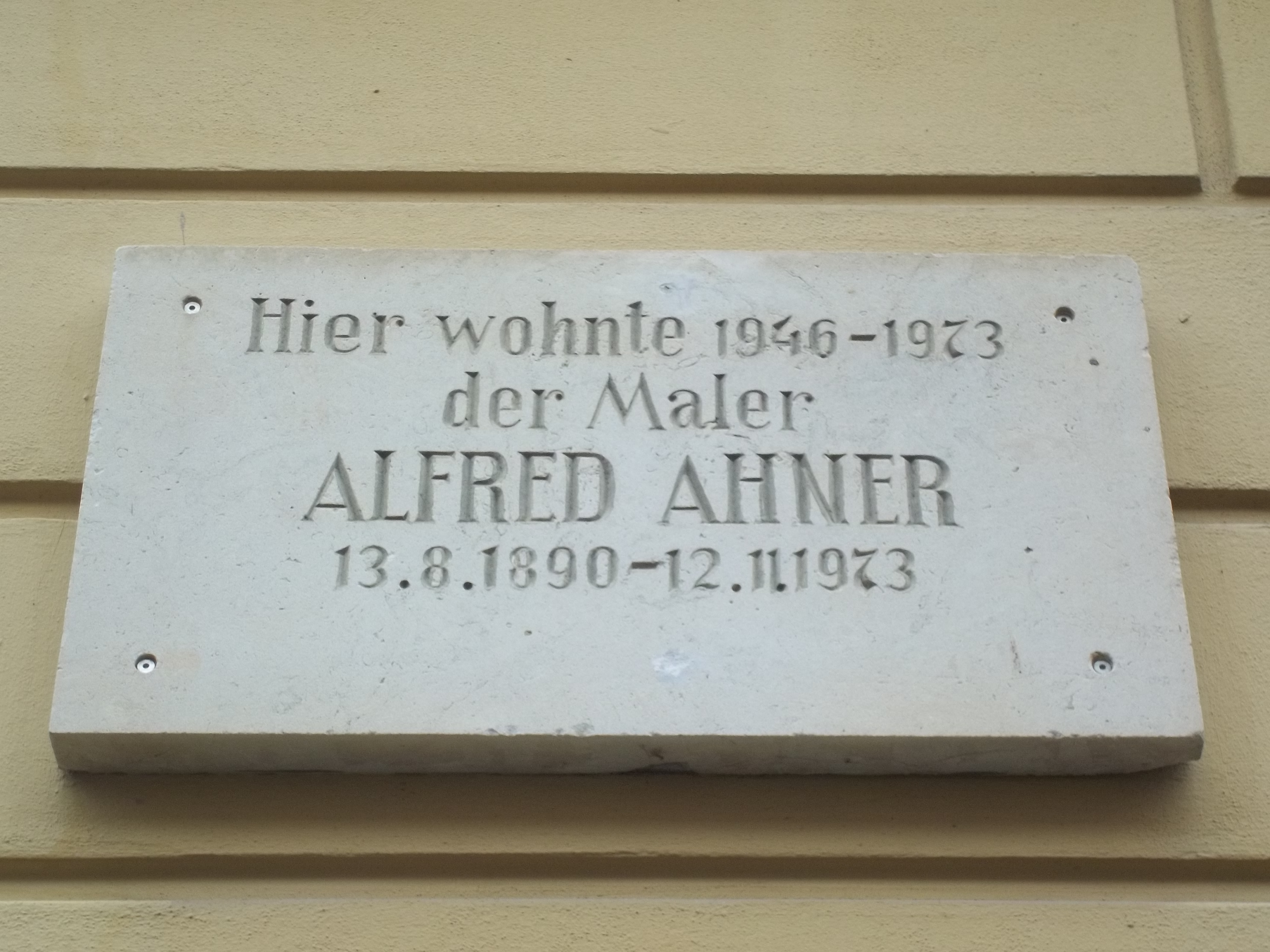
Gedenktafel für Alfred Ahner in Weimar, Thomas-Müntzer-Straße 22

Alfred Ahner (* 13. August 1890 in Wintersdorf; † 12. November 1973 in Weimar) war ein deutscher Maler und Zeichner.

## Leben

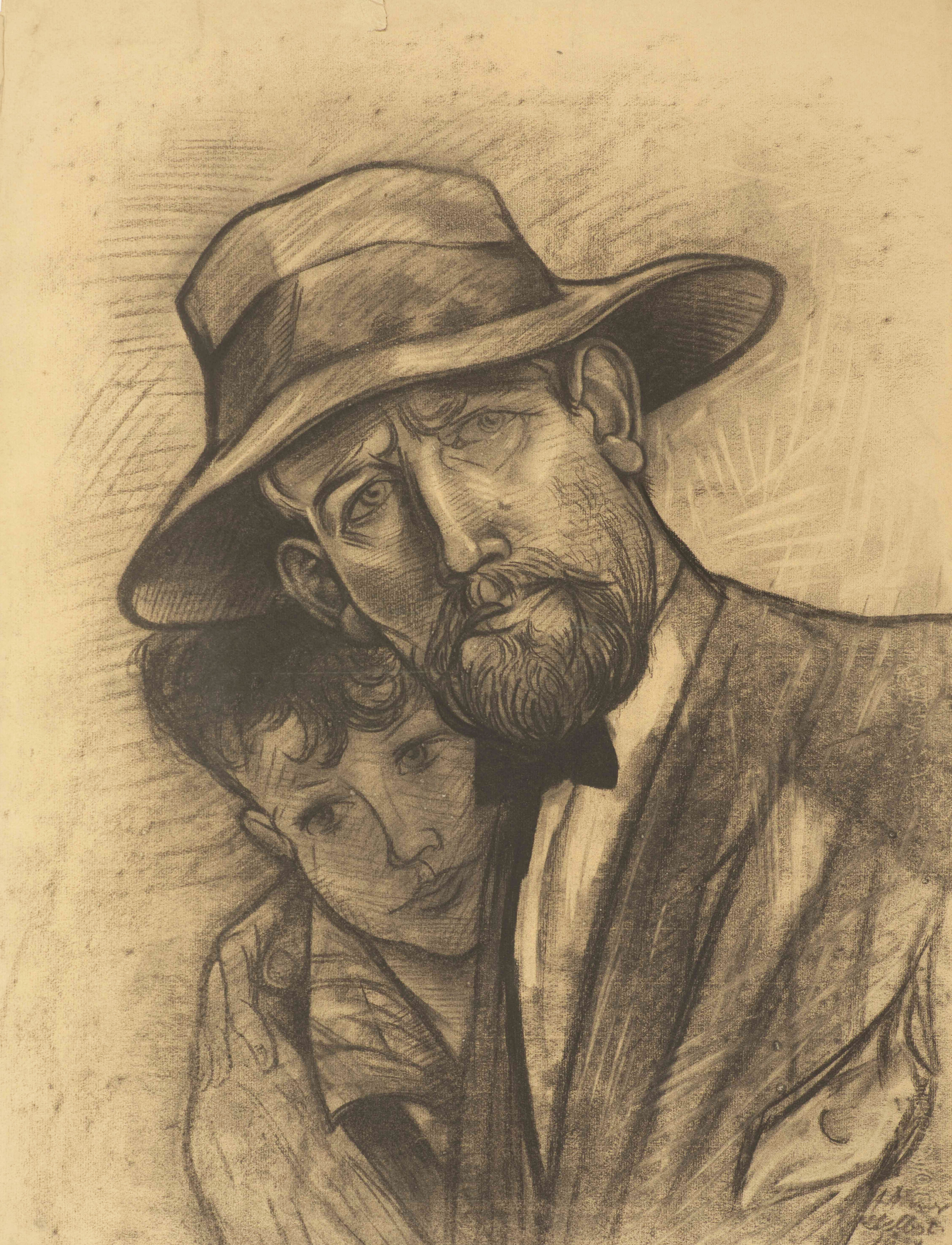
„Selbst mit Karl-Hermann“, 1934, Kreide

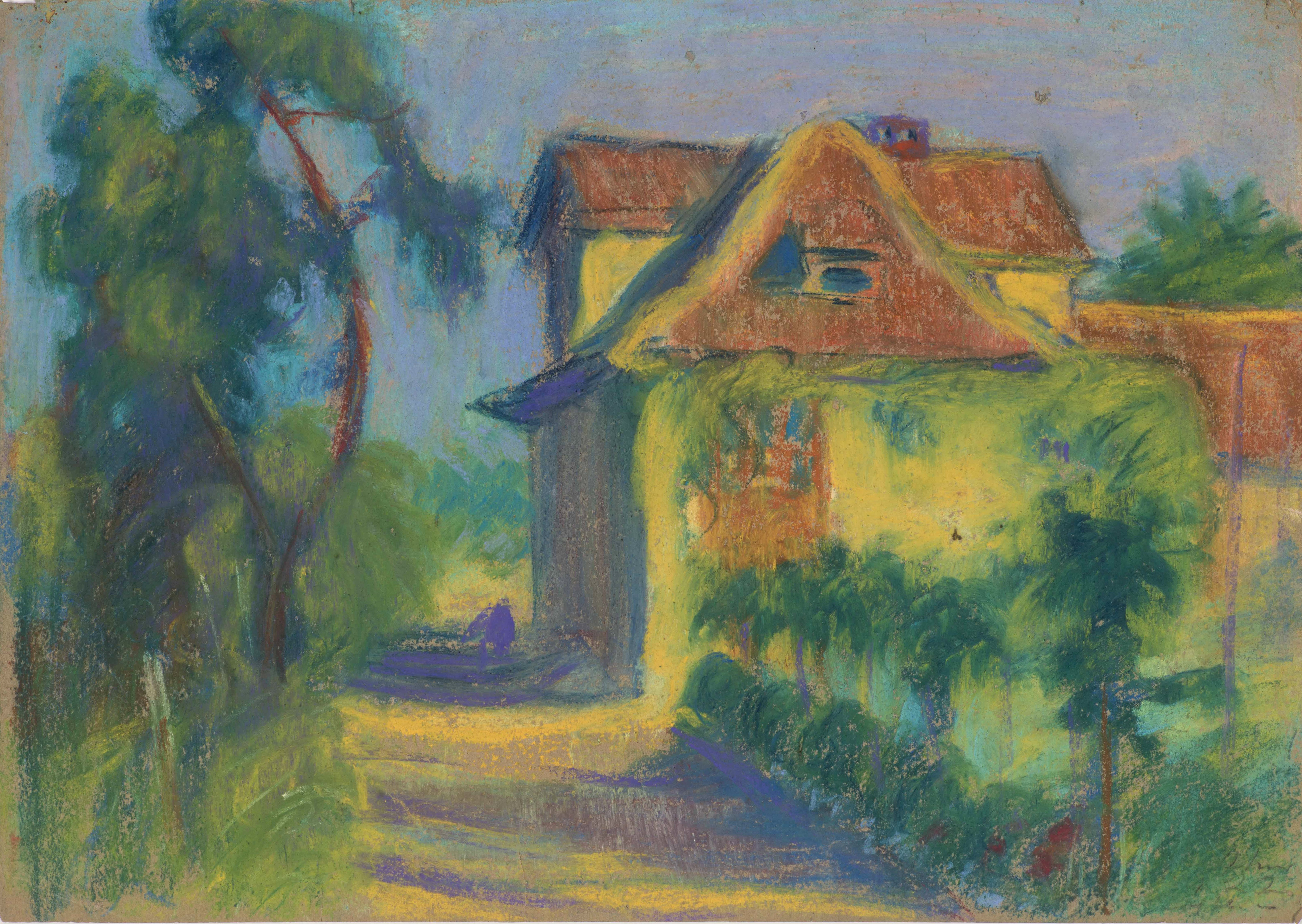
„Gärtnerhäuschen im Froriepschen Park – meine erste Wohnung“, 1922, Pastell

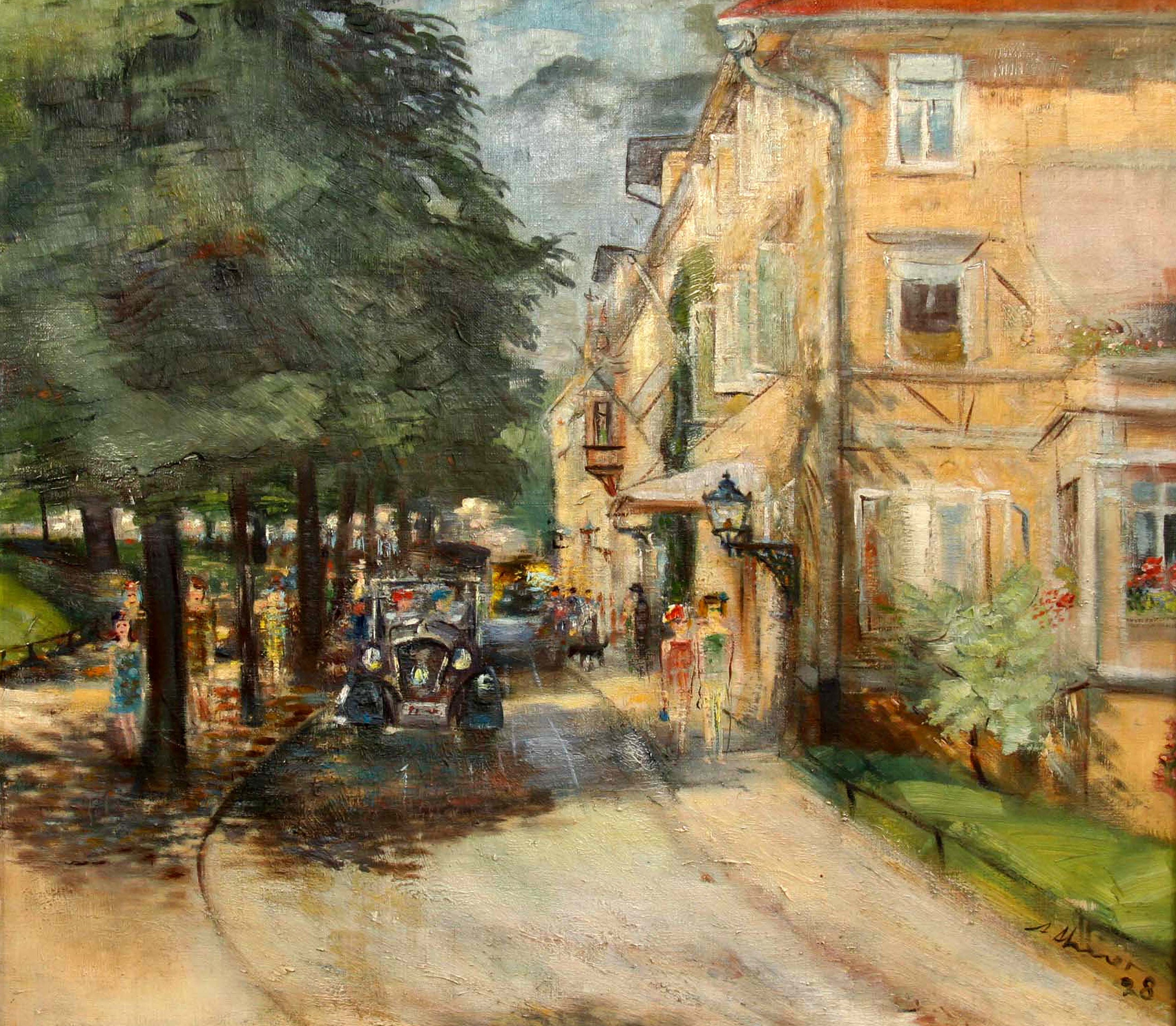
„Ackerwand Weimar“, 1928, Öl a. Leinwand

Alfred Ahner, am 13. August 1890 im ostthüringischen Wintersdorf geboren, absolvierte 1905 bis 1910 eine Lithografenlehre in Gera und arbeitete dort als Lithograf. Zeichenunterricht in der Sonntagsschule Gera brachten die Bekanntschaft mit Otto Dix und Kurt Günther.
Von 1911 bis 1913 erfolgte das Studium in München an der Privatschule von Wladimir Magidey (* 1881) und an der Akademie der bildenden Künste bei Peter Halm (Grafiker) und Carl Johann Becker-Gundahl. In diese Zeit fallen Begegnungen mit Erich Mühsam, Frank Wedekind und Roda Roda.
In den Jahren 1913 und 1914 setzte Alfred Ahner sein Studium an der Kgl. Akademie der bildenden Künste in Stuttgart bei den Professoren Heinrich Altherr und Adolf Hölzel fort, bis der Erste Weltkrieg seiner Ausbildung jäh ein Ende setzte.
Im Ersten Weltkrieg wirkte Ahner als Sanitätssoldat auf den Schlachtfeldern in Belgien und Frankreich. Was er sah und was ihn bewegte, hielt Ahner auf künstlerische Weise fest, Sanitäter, Sanitätshunde, explodierende Granaten, Verwundetentransporte, Vorgesetzte, Kameraden, Ortschaften, Landschaften und auch französische Kinder und Dorfbewohner. Zwischen 1914 und 1919 entstanden so rund 170 Zeichnungen und Skizzen.
Nach dem Ersten Krieg arbeitete er als Pumpenwärter im Braunkohlentagebau seines Heimatorts Wintersdorf. Er trat in die KPD ein. Von 1922 bis zu seinem Tode am 12. November 1973 lebte und arbeitete er als freischaffender Künstler in Weimar.
Alfred Ahner war mit der Gartenbaulehrerin Erna Oschatz verheiratet. 1923 und 1925 wurden seine beiden Kinder Karl-Hermann und Maria-Erika geboren. Der Sohn fiel 20-jährig im Zweiten Weltkrieg in Russland.
Zwischen 1924 und 1933 war A. Ahner ständiger Besucher im Thüringer Landtag und zeichnete die Abgeordneten, Minister, Besucher und Bediensteten. Er hielt das Milieu und das Geschehen in all seinen Facetten künstlerisch fest und schuf mit rund 100 Zeichnungen einzigartige historische Zeugnisse.
In der Zeit des Nationalsozialismus 1933 bis 1945 begab sich Ahner in die „Innere Emigration“. Es ist für diese Zeit lediglich eine vom Thüringer Ausstellungsverein bildender Künstler 1940 in Weimar veranstaltete Ausstellung mit Johanna Salzmann belegt.
Ahner schuf zahlreiche Werke, die mit Satire und Spott den Zeitgeist erfassten. 1937 wurde im Rahmen der nationalsozialistischen Aktion „Entartete Kunst“ sein Aquarell „Straßenbild“ aus dem Schlossmuseum Weimar requiriert.
Nach dem Zweiten Weltkrieg, zu dem er 1944/1945 erneut als Sanitätssoldat einberufen wurde, gehörte er in Weimar zum engeren Freundeskreis um Dora Wentscher und Johannes Nohl. Hier strahlte sein Wirken in inspirierender Weise auf die Mitte der 1950er Jahre debütierenden Maler und Miniaturisten Gerhard Bätz und Manfred Kiedorf aus. Ab 1922 verband ihn eine enge Freundschaft mit dem Geraer Maler Alexander Wolfgang.
Alfred Ahner zählt heute zu den bedeutenden Thüringer Künstlern. Er war ein Chronist seiner Zeit und zeichnete alles, was ihn interessierte, begeisterte und berührte.
In der Auseinandersetzung mit Krieg und Faschismus entstanden erschütternde und mahnende Werke. Das Thema Braunkohlentagebau, das seine ostthüringische Heimat prägte, wurde in vielen Werken verarbeitet. Neben einzigartigen Kinderbildnissen, Porträts, Stadtansichten, Landschaften, aber auch Stillleben, hielt er mit Vorliebe Kaffeehausszenen fest, die Ahner zuweilen gern in Gedichten und Tagebuchaufzeichnungen beschrieb. Der Besuch der Kaffeehäuser und Kneipen war für den Künstler und Chronisten zeitlebens eine leidenschaftliche Profession. Immer wieder von neuem fesselte den exzellenten Zeichner und Beobachter das besondere Milieu der Cafés und Bierstuben. Hier am Schauplatz der Begegnungen entstanden eine Vielzahl meisterhafter Skizzen und Zeichnungen, durchdrungen von Lebensfreude, zuweilen feiner Ironie aber auch offenem sozialkritischen Protest. Seine Porträts und Milieustudien sind wertvolle zeitgeschichtliche Dokumente von hoher künstlerischer Bedeutung. In Weimar wurde er, der Motive des Alltagslebens bevorzugte, bald als „Straßenmaler“ bekannt. Ob als Aquarell, Pastell, Zeichnung, Lithografie oder Ölgemälde – mit seinen Straßen- und Caféhaus-Szenen, Landschaften und Porträts war er immer ein unbestechlicher Chronist der wechselnden Zeitläufe und vieler gesellschaftspolitischer Ereignisse. Seine Skizzen versah er oft mit witzigen, zuweilen in Morgensternscher Manier gereimten Notizen, was den reportagehaften Charakter seines Werkes noch verstärkt. Aber auch Tier- und Zirkusmotive sowie das Thema Religion wurden künstlerisch von Ahner verarbeitet. In dem Bedürfnis, die arbeitenden Menschen in ihrer neuen gesellschaftlichen Lage darzustellen, ging Ahner 1952 zur künstlerischen Arbeit mit seinen Malerkollegen Erwin Görlach, Gerhard Ströch (d. i. Gerhard Altenbourg) und Martin Spröte (1916–1977) in die neu gegründete Landwirtschaftliche Produktionsgenossenschaft in Merxleben. Außerdem war er häufig zu Studienaufenthalten im Braunkohlerevier Meuselwitz.
Ahner hinterließ umfangreiche Tagebuchaufzeichnungen, die wie sein gesamter schriftlicher Nachlass schon seit den 1980er Jahren in der Sächsischen Landesbibliothek – Staats- und Universitätsbibliothek Dresden aufbewahrt werden.
Im Juli 2008 wurde von der Tochter des Künstlers, die sich Zeit ihres Lebens dem Erhalt und der Bekanntmachung des Werkes ihres Vaters gewidmet hat, die Alfred-Ahner-Stiftung mit Sitz Weimar gegründet. Ihr gehören rund 5.500 bildkünstlerische Werke Ahners. Der Großteil des Stiftungskonvoluts wird im Stadtmuseum Weimar und im Thüringer Freilichtmuseum Hohenfelden aufbewahrt. Etwa 200 Werke befinden sich als Leihgaben u. a. im Thüringer Landtag in Erfurt und in der Gedenkstätte Buchenwald.

## Ehrungen
- 1960: Goethe- und Schiller-Medaille der Stadt Weimar
- 1962: Ehrenbürgerschaft von Wintersdorf
- 1971: Johannes-R.-Becher-Medaille

## Darstellung Ahners in der bildenden Kunst
Hans Steger: Alfred Ahner (1949, Büste, Gips, 1949; Dresdener Skulpturensammlung)

## Weitere Bilder

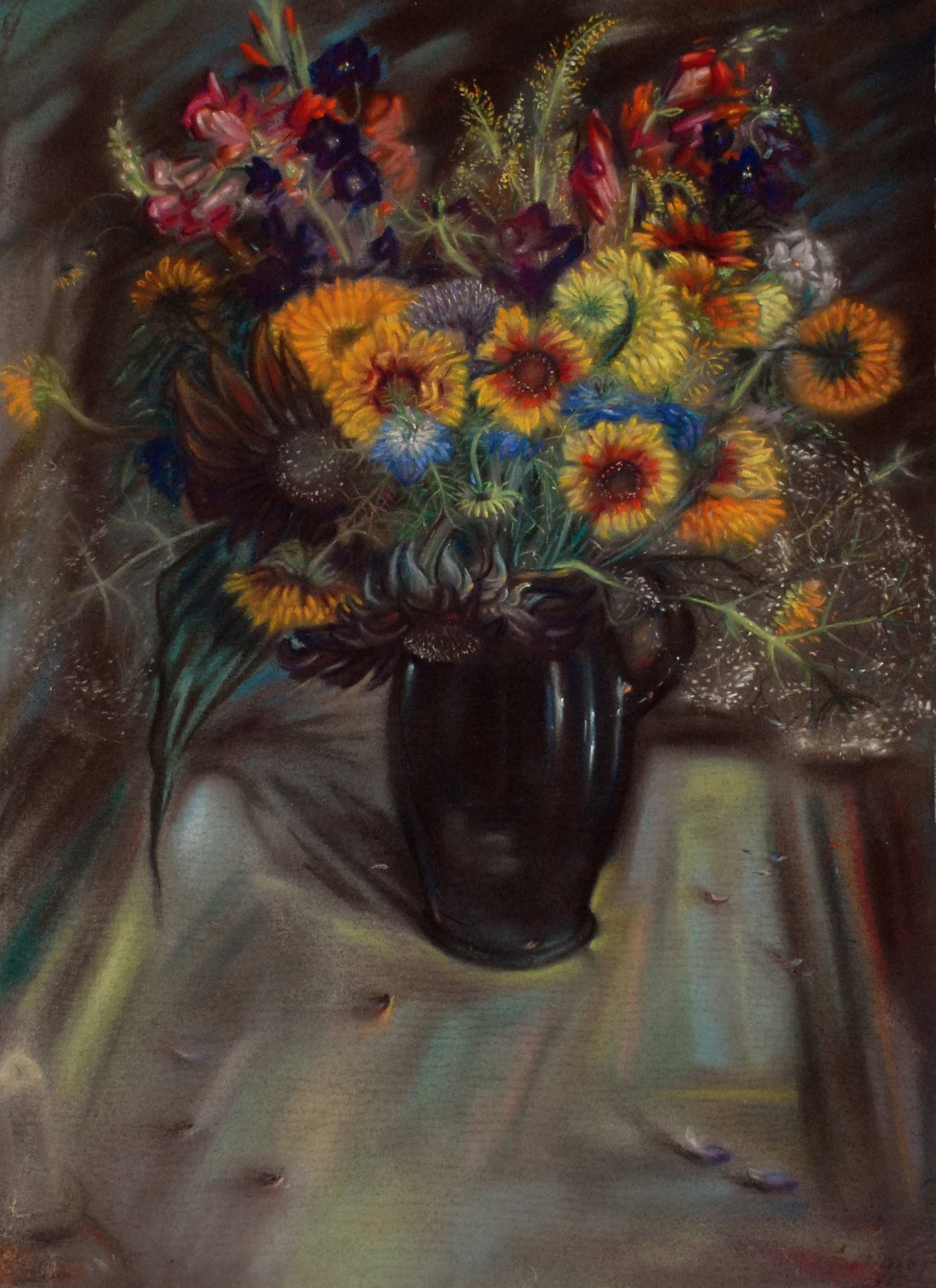
„Blumenstrauß“, 1940, Pastell
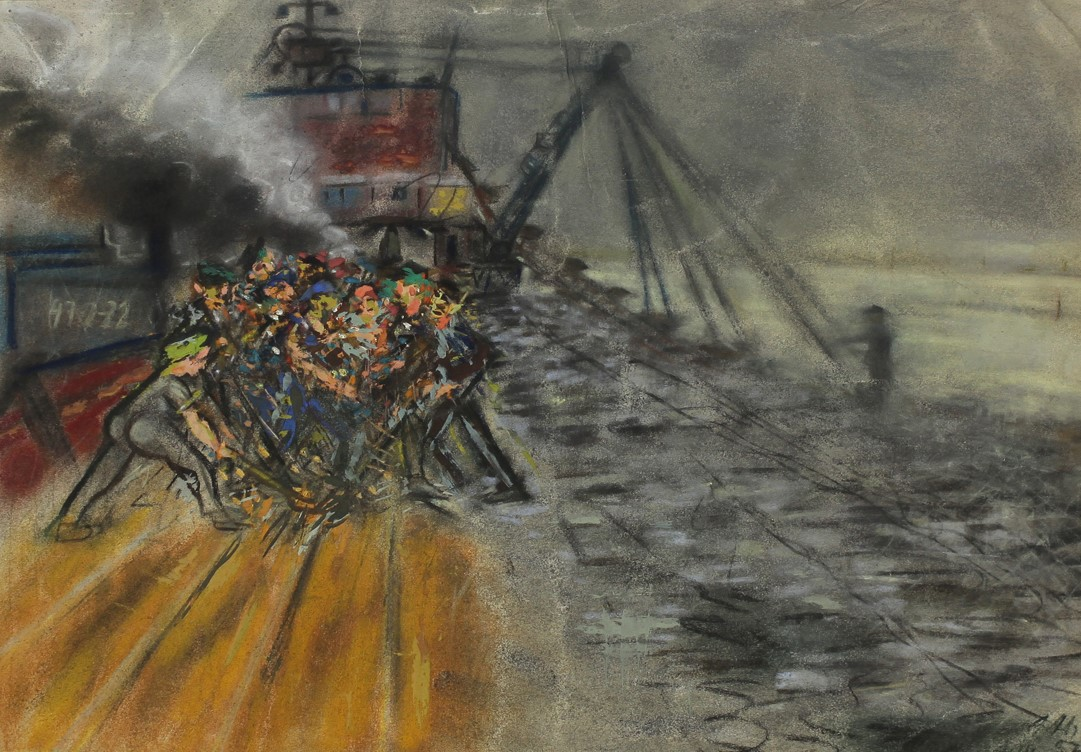
„Arbeitergruppe mit Tiefbagger b. Wintersdorf“, 1957, Pastell, Tempera
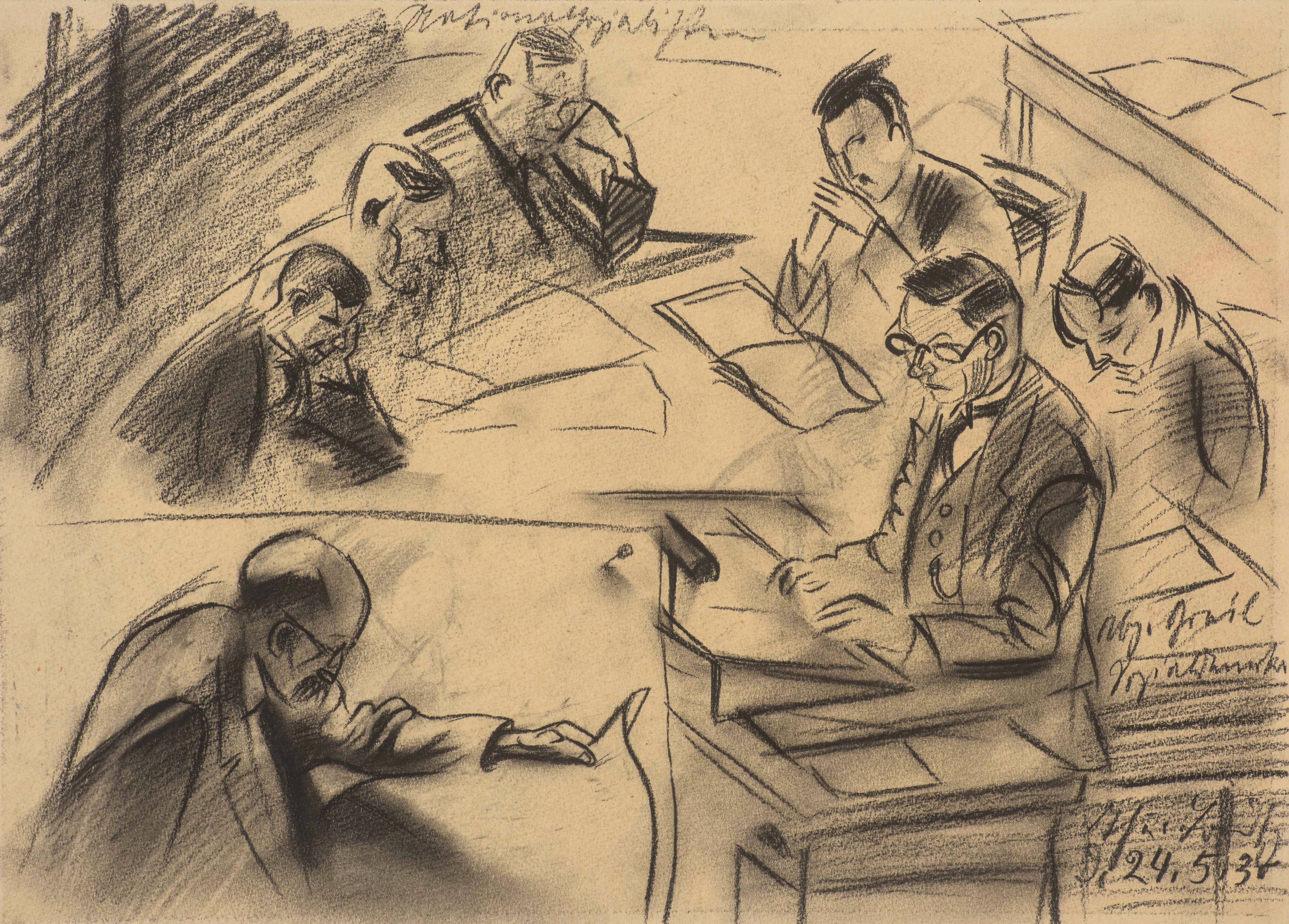
„Thüringer Landtag – Abg. Greil (SPD) spricht“, 1930, Kreide
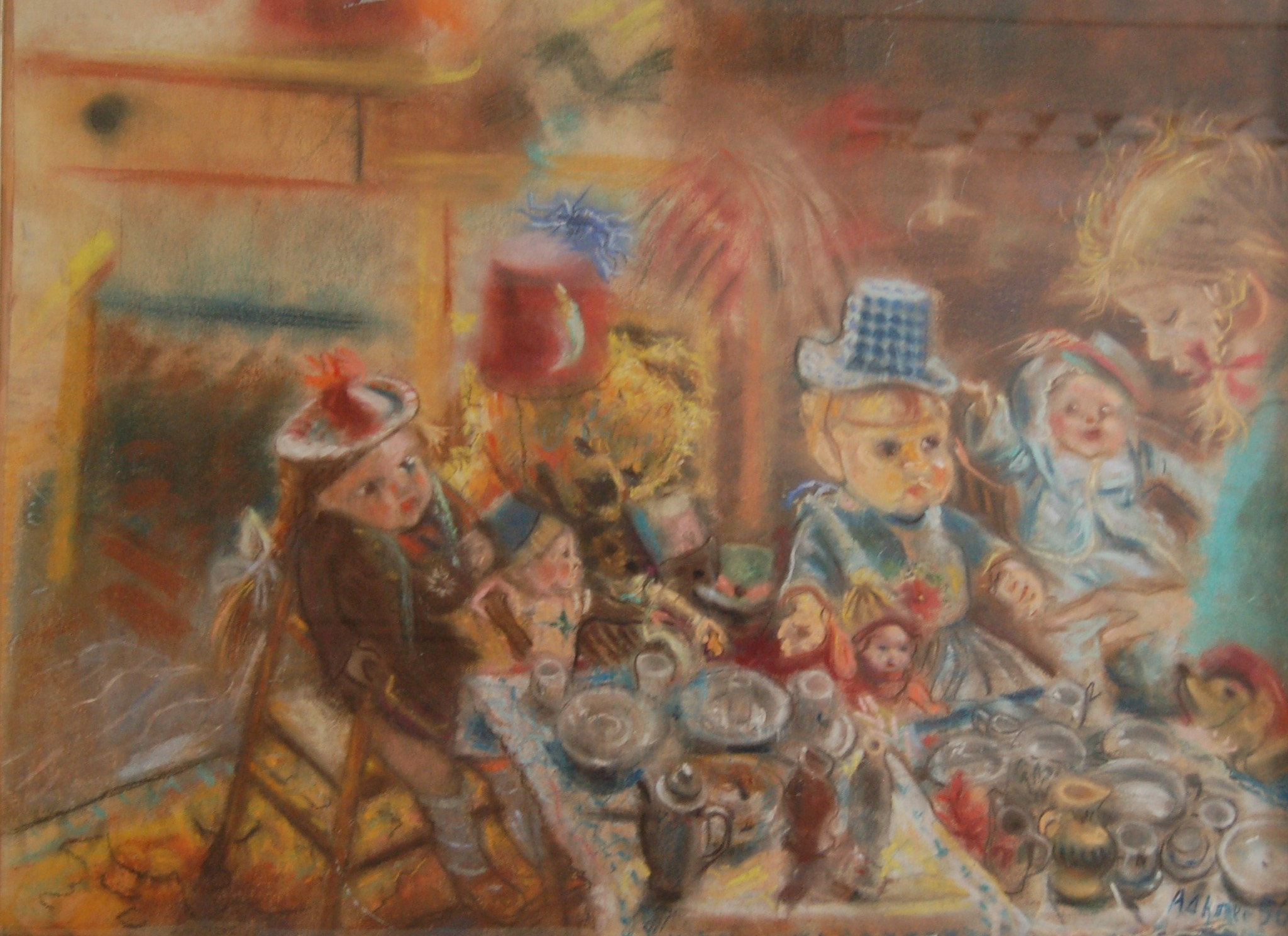
„Puppenfasching“, 1959, Pastell
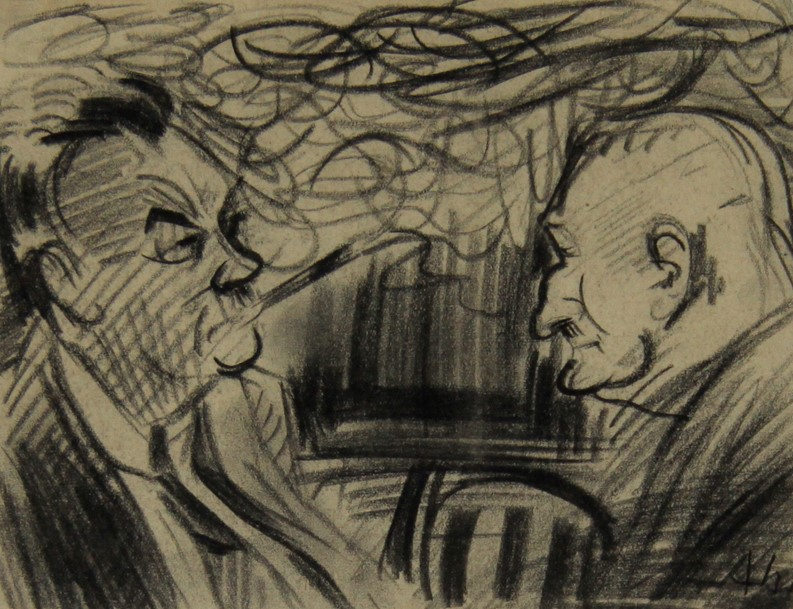
„Zwei Männer im Cafe´“, 1930er/40er Jahre, Kreide
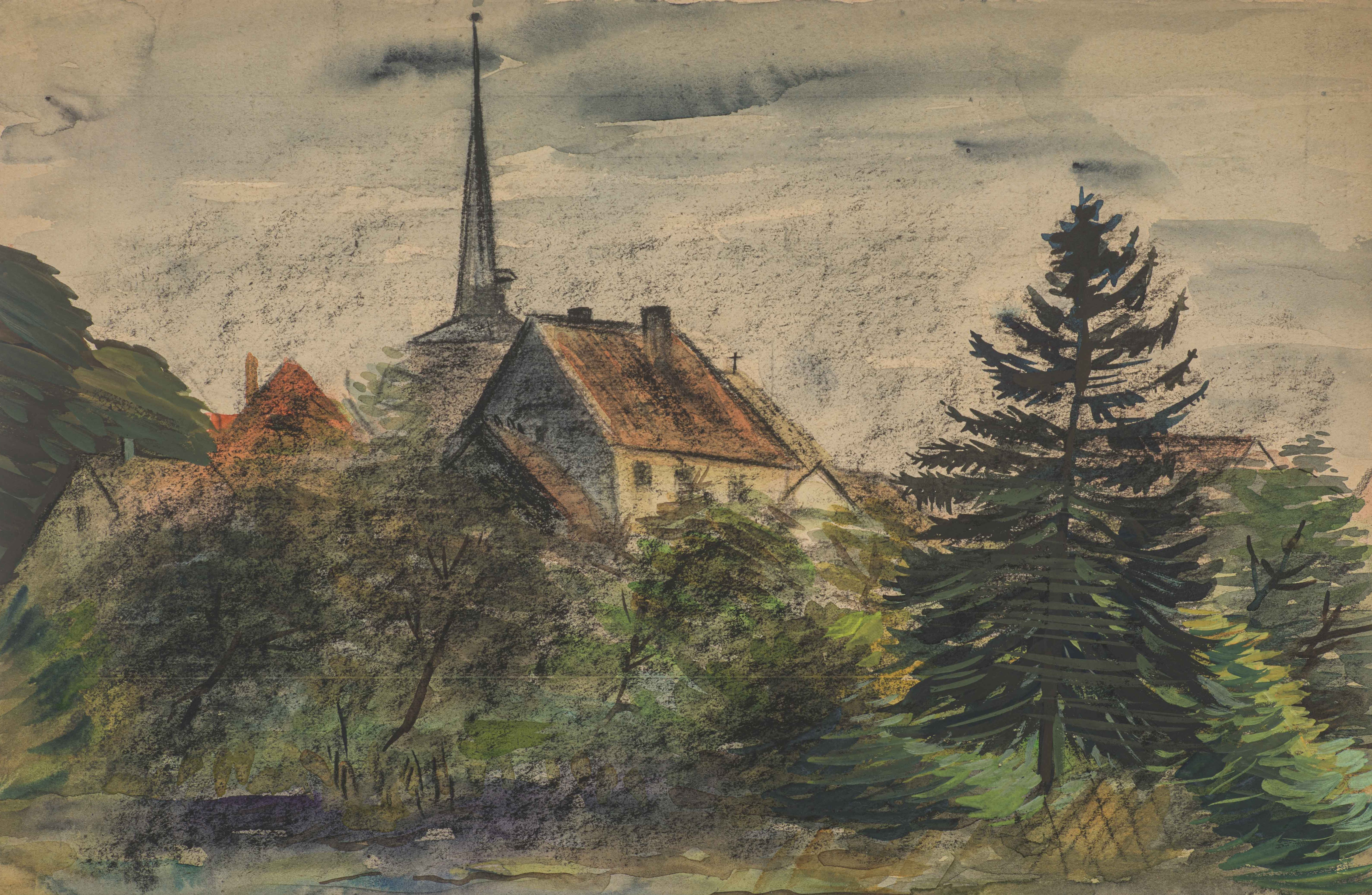
„Taubach mit Kirchturm“, 1945/46, Kreide, Aquarell, Tempera

## Museen und öffentliche Sammlungen mit Werken Ahners
- Altenburg (Thüringen), Lindenau-Museum, Altenburg (umfangreicher Bestand)[6]
- Dresden, Sächsische Landesbibliothek, Staats- und Universitätsbibliothek
- Kupferstichkabinett Dresden
- Erfurt, Angermuseum[6]
- Gera, Kunstsammlung Gera, Otto-Dix-Haus[6]
- Halle (Saale), Kunstmuseum Moritzburg
- Weimar, Stadtmuseum[6]
- Klassik Stiftung Weimar
- Thüringer Museum (Eisenach)
- Deutsches Historisches Museum
- Museum Junge Kunst, Frankfurt (Oder)

## Ausstellungen

### Einzelausstellungen
- 20 Personalausstellungen bis 1989
- 1990/91: „Alfred Ahner – Zeichnungen und Pastelle“. Galerie am Fischmarkt, Erfurt; Lindenau-Museum Altenburg; Kunstgalerie Gera.[7]
- 1994: „Alfred Ahner – Künstler und Chronist“, Kunstkabinett am Goetheplatz Weimar
- 1999: „Alfred Ahner – ein Maler im Thüringer Landtag“, Kabinettausstellung im Lindenau-Museum Altenburg
- 2001/02: „Alfred Ahner – Pastelle, Zeichnungen, Gemälde“. Kunsthaus Apolda; Stadtmuseum Groß-Gerau.
- 2002: „Landtagszeichnungen 1924–1933“. Thüringer Landtag, Erfurt.
- 2003: „Sehenden Auges“ – Alfred Ahner und das Ende von Weimar; Ausstellung der Stiftung Gedenkstätten Buchenwald; Kunsthalle „Harry Graf Keßler“, Weimar.
- 2008–2009: „Am feinsten ist’s im Café …!“ Zeichnungen und Pastell. Kunsthalle Harry Graf Kessler, Weimar. Ausstellung aus Anlass der Gründung der Alfred-Ahner-Stiftung.
- 2008–2009: „Bildchronist und Zeitzeuge – Der schriftliche Nachlaß des Weimarer Künstlers Alfred Ahner.“ Sächsische Landesbibliothek, Staats- und Universitätsbibliothek Dresden.
- 2008–2009: „Altenburger Bilder“ von Alfred Ahner, H. Burkhardt, Erich Dietz. Lindenau-Museum Altenburg
- 2009: „Alles Liebe“, Thüringer Freilichtmuseum Hohenfelden.
- 2010: „Alles Liebe“, Stadtmuseum Weimar.
- 16. August–12. November 2013, Kirms-Krackow-Haus Weimar: „Alfred Ahner (1890–1973) – Lebensbilder“ – Kabinett-Ausstellung zum 40. Todestag des Malers.
- 29. Juli bis 23. August 2013, Erfurt, Sparkasse am Fischmarkt: „Alfred Ahner – ausgewählte Meisterwerke in Pastell“
- 2014: Freilichtmuseum Hohenfelden, Hohenfelden („... dass dieses Morden bald ein Ende hat“)[1]
- 2020: „Ich muss ... den Menschen ihr eigenes Spiegelbild zeigen“, Alfred Ahner als Chronist des Landes Thüringen von 1920 bis 1952, Stadtmuseum Weimar

### Beteiligung an Ausstellungen nach 1945
- 1946: Berlin, I. Deutsche Kunstausstellung
- 1946 und 1949: Dresden, Allgemeine Deutsche Kunstausstellung und 2. Deutsche Kunstausstellung
- 1946/1947 Leipzig, Museum der bildenden Künste („Mitteldeutsche Kunst“)[8]
- 1947: Erfurt, Thüringenhalle („1. Landesausstellung Bildender Künstler Thüringens“)[9]
- 1948: Weimar, Schloss („Künstler schaffen. 1945–1948“)
- 1968: Halle/Saale, Staatliche Galerie Moritzburg („Sieger der Geschichte“)

#### Postum
- 1974: Erfurt, Bezirkskunstausstellung
- 1974: Dresden, Kupferstichkabinett („Zeichnungen in der Kunst der DDR“)
- 1974: Weimar, Galerie im Schloss („Kunst für uns“)
- 1977: Weimar, Kunsthalle am Theaterplatz („Das Aquarell in fünf Jahrhunderten. Schätze der Kunstsammlungen zu Weimar“)
- 1979: Berlin, Altes Museum („Weggefährden – Zeitgenossen. Bildende Kunst aus 3 Jahrzehnten “)
- 1985: Erfurt, Gelände der Internationalen Gartenbauausstellung („Künstler im Bündnis“)